# Katrin Ullmann

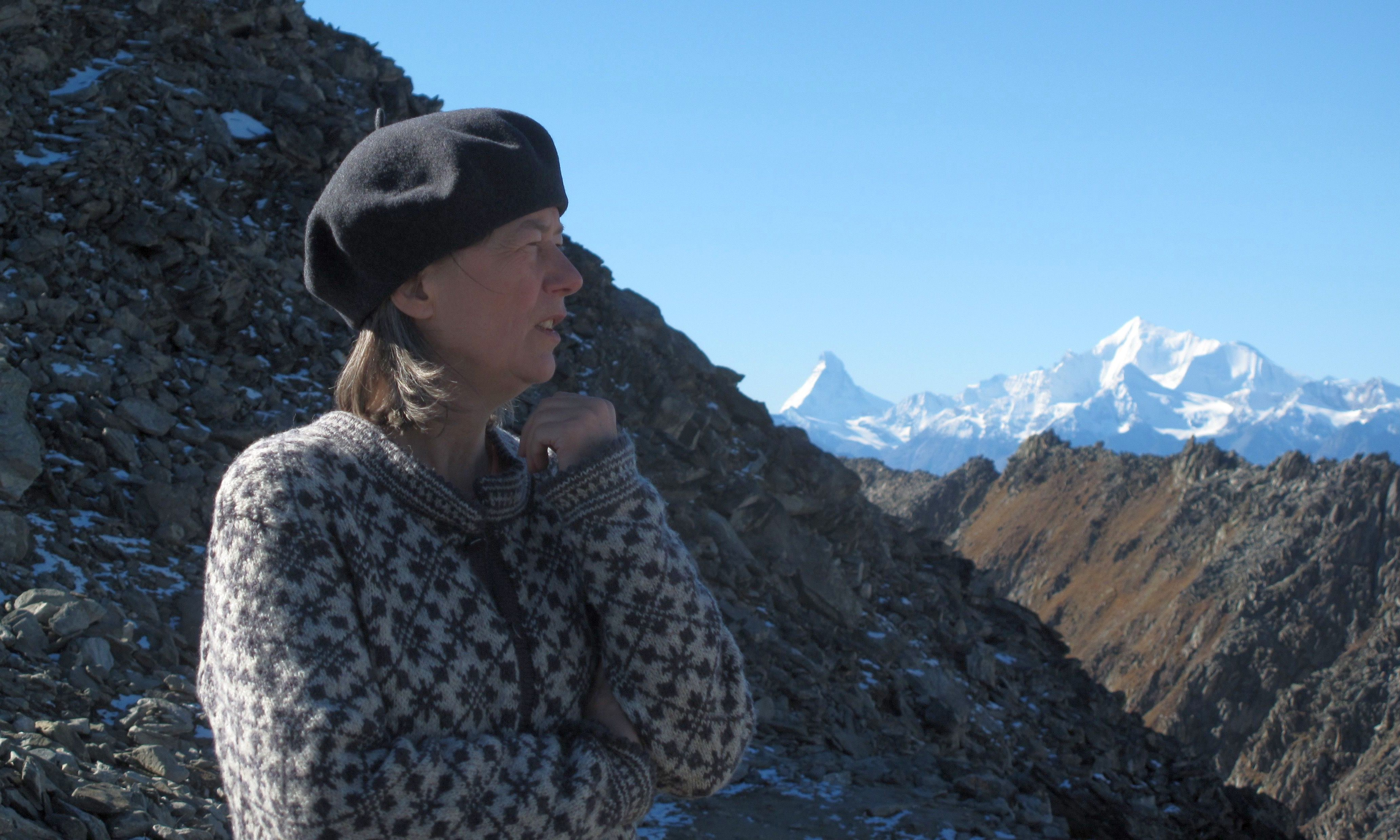
Katrin Ullmann in der Bergwelt des Oberwallis

Christiane-Katrin Ullmann (geb. Dahlmann; * 22. August 1957 in Bremen) ist eine deutsch-schweizerische bildende Künstlerin. Sie lebt als freischaffende Malerin im Bergdorf Ernen im Wallis (Schweiz) und widmet sich neben der freien Malerei vor allem den Themen Landschaft und Flora. Ihre bevorzugten Techniken sind Öl auf Leinwand und das Aquarell.

## Leben
Katrin Ullmann wurde in eine Künstler-Familie in Bremen hinein geboren und wuchs in der Freien Hansestadt auf. Ihren Lebensweg prägten in besonderer Weise die Großeltern Hänse Herms und Ludwig Herms, die im schleswig-holsteinischen Eutin bis 1973 die Staudengärtnerei Ludwig Herms nach dem Vorbild Karl Foersters betrieben. Die Künstlerin Katrin Ullmann ist eine Nichte des im Jahr 2014 verstorbenen Landschaftsarchitekten Raimund Herms.
1977 begann Katrin Ullmann in Paris ihr Studium der Russischen Literatur an der Universität Sorbonne. Parallel dazu studierte sie Malerei an der École nationale supérieure des beaux-arts de Paris (ENSBA). 1980 setzte sie das Philologie-Studium in Freiburg im Breisgau an der Albert-Ludwigs-Universität fort.
Nach Studienaufenthalten an der Universität Kiew im Jahr 1983 und Salamanca 1986, machte sie 1987 ihren Magister in Freiburg im Breisgau in den Fächern Romanische und Ost-Slawische Philologie. Bis 1994 arbeitete sie als Sprachlehrerin in Bonn.
Mit ihrer Niederlassung im Wallis widmete sie sich ganz der Malerei und begann erstmals 1997 ihre Bilder öffentlich zu zeigen. Es folgten Ausstellungen in der Schweiz, Deutschland, in Belgien und im Libanon.
Im Jahr 2004 gründete die Malerin Ullmann eine Kinder-Malschule in Ernen, die sie bis 2010 führte. Durch den Benediktiner-Pater Anselm Grün ermutigt, gibt Katrin Ullmann seit 2010 Pflanzen-Malkurse, zunächst in der süddeutschen Abtei Münsterschwarzach, heute im norddeutschen Kloster Nütschau.
Katrin Ullmann ist Mitglied des Künstlerinnenverband Bremen GEDOK und des Kunstvereines Oberwallis.

## Leistungen
Der Leiter des Botanischen Gartens in Kiel, Martin Nickol, schreibt in seinem Vorwort zum Buch der Künstlerin über diese:

„Mit offenen Sinnen konnte Katrin Ullmann in Eutin die ersten Alpenpflanzen im Steingarten bewundern und die großelterliche Liebe zu diesen Wesen senkte sich augenscheinlich in ihr Herz. Wenn sie heute mit dem Pinsel zwischen Steinen spazieren geht und für uns Betrachter kleine Wunder darstellt, folgt sie vermutlich Seelenpfaden, die viele Jahrzehnte zuvor schon angelegt waren. Uns verhilft sie durch ihre Malkunst, mit ihr das Geistige in der Natur zu entdecken. Heute lebt sie als eine der wenigen produktiven, gleichermaßen künstlerisch wie wissenschaftlich exakten Pflanzenmalerinnen in der Schweiz, begabt mit einem stupenden Blick für die Beziehung der Landschaft zu den Menschen.“

Die Leiterin des Bremer Overbeck-Museums Katja Pourshirazi schreibt auf der Webseite des Künstlerinnenverband Bremen (GEDOK):

„Als ich diese Bilder zum ersten Mal sah, war ich hingerissen. Von der Könnerschaft einerseits, die es ihr erlaubt, Johannisbeeren so zu malen, dass man sie nehmen und in den Mund stecken möchte. Von der Differenziertheit, mit der sie Pflanzen nicht nur in ihren Blüten, sondern auch in ihren Blättern, Stängeln und Wurzeln erfasst. Wie bei Hermine Overbeck-Rohte können wir auch die Pflanzen bei Katrin Ullmann bestimmen, ihnen ihre deutschen und lateinischen Namen zuordnen, sie klassifizieren, mit so viel botanischem Sachverstand sind sie gemalt. Aber das ist nur die Hälfte. Die andere lautet: Diese Bilder haben Seele. [...] Wir spüren in ihren Bildern ein Einfühlungsvermögen in die Natur, ein Sich-Verwandt-Fühlen, das den Motiven ihre leise vibrierende Lebendigkeit lässt.“

## Werke
Die Künstlerin Katrin Ullmann widmet sich der Botanischen Malerei. Landschaftsbilder und abstrakte Kompositionen ergänzen ihr Portfolio.

### Auswahl an Pflanzen-Aquarellstudien

Aquarellstudie mit kleinem Fuchs, Akelei und Wegwarte (2010)
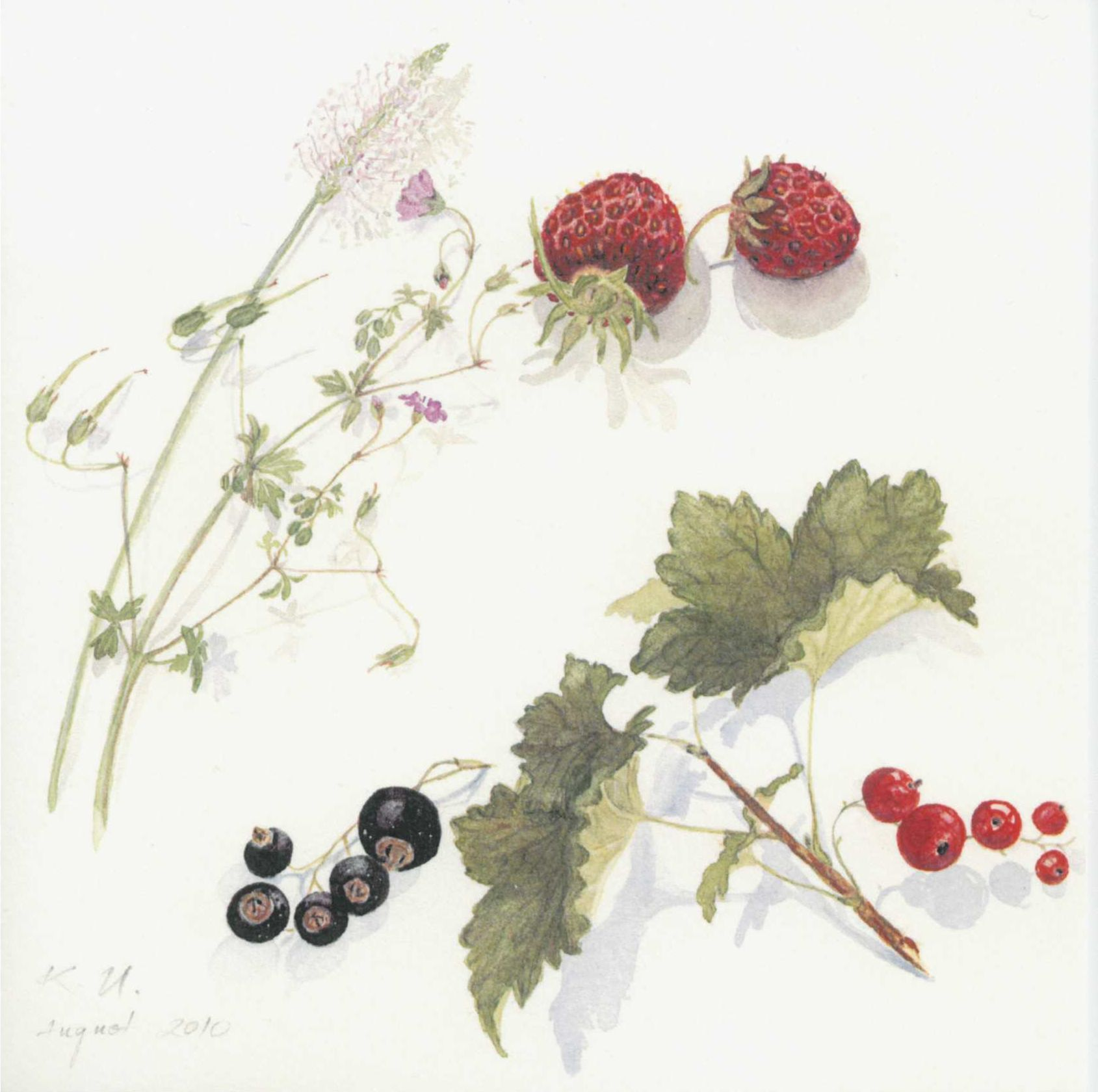
Aquarellstudie mit Erdbeeren (2010)
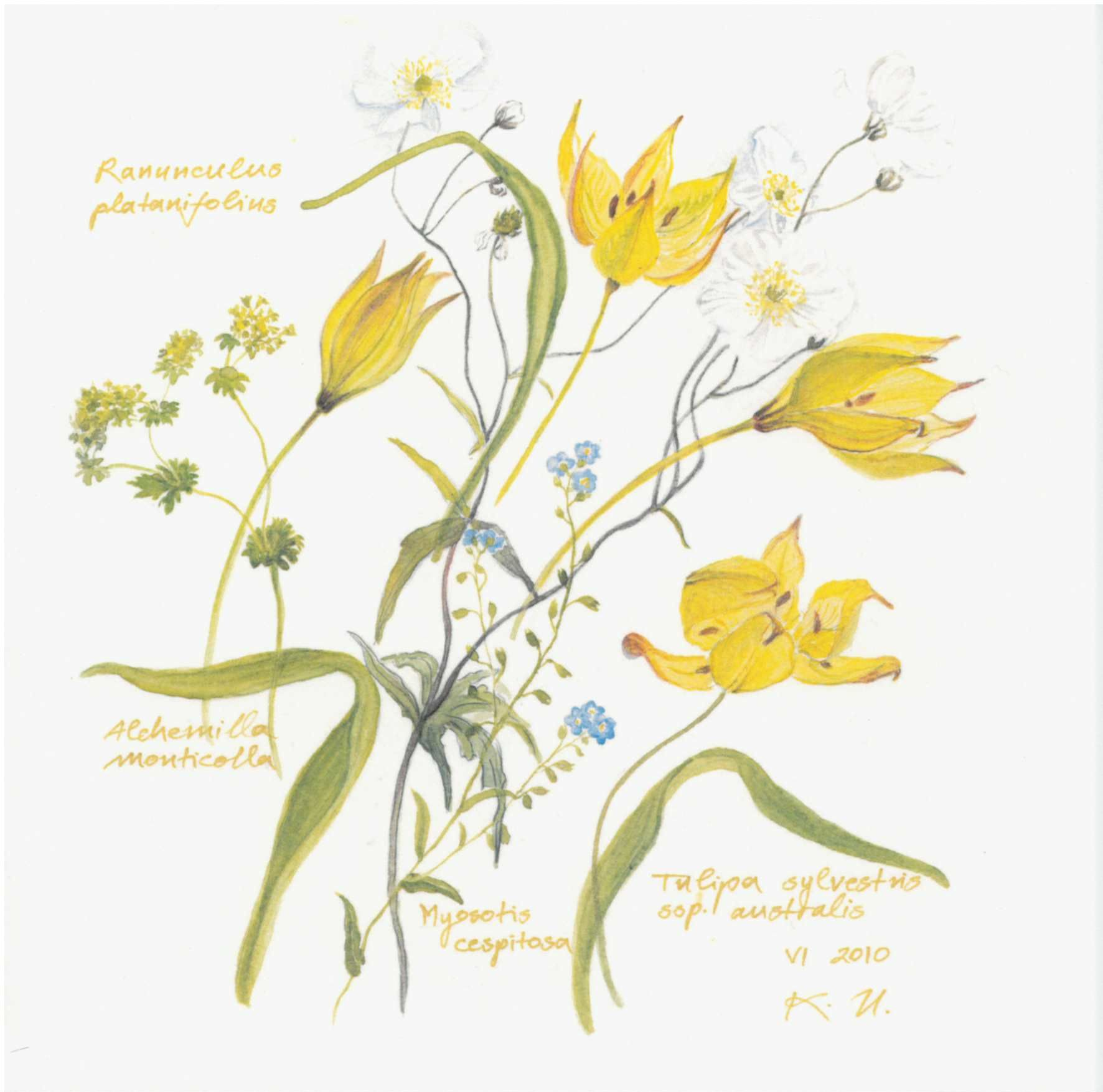
Aquarellstudie mit Wildtulpen (2010)
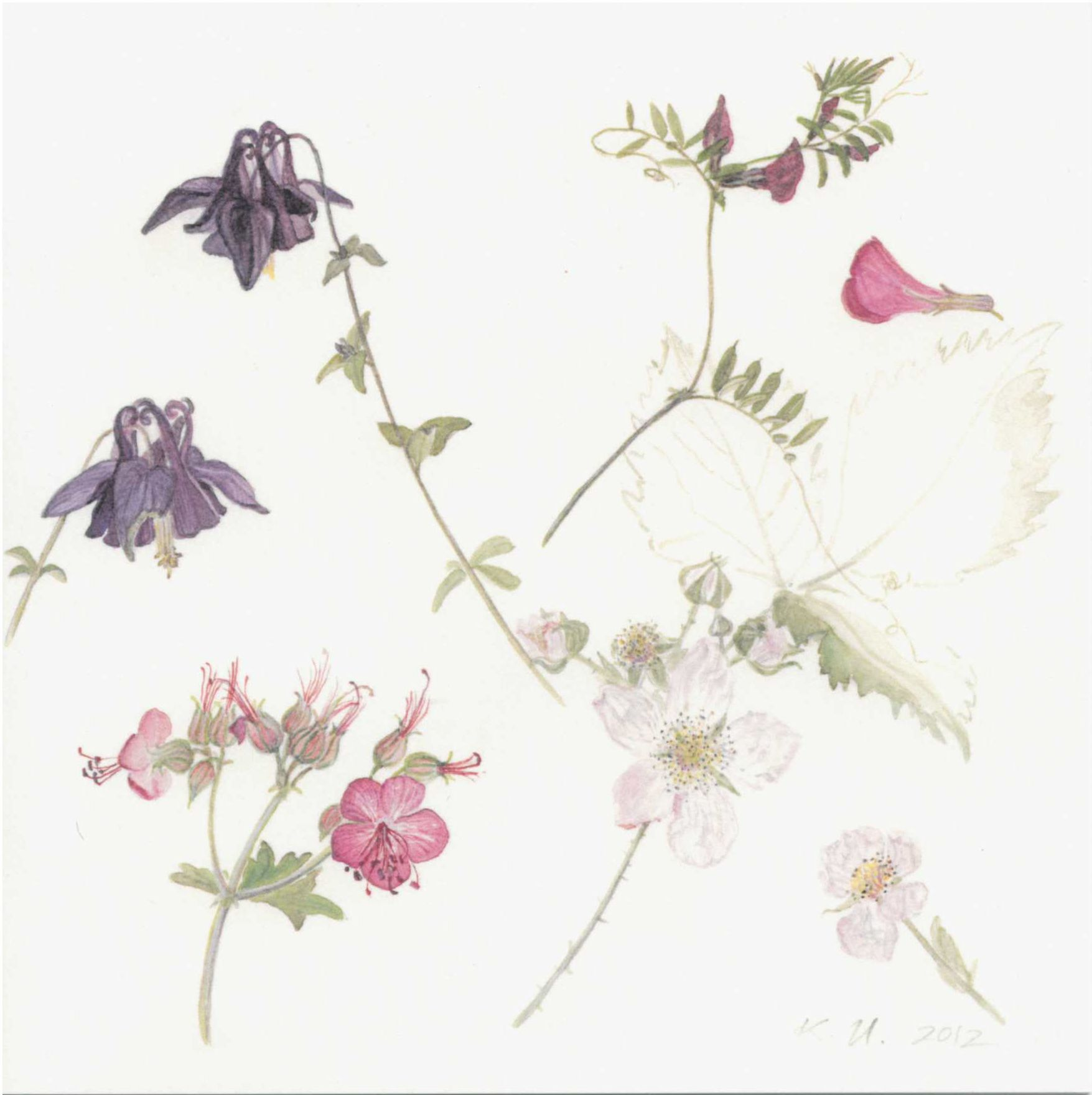
Aquarellstudie mit Akelei (2012)

### Studien in Aquarell und Öltechnik
- Stachys sylvatica (1993)
- Details: Paris quadrifolia (Einbeere) und Admiral (2009)
- Aquarell-Studie (2010)
- Gentiana asclepiadea (1996)

### Auswahl von Landschaftsbildern und abstrakten Werken in Aquarell und Öl

Bettlihorn, Öl (1996)
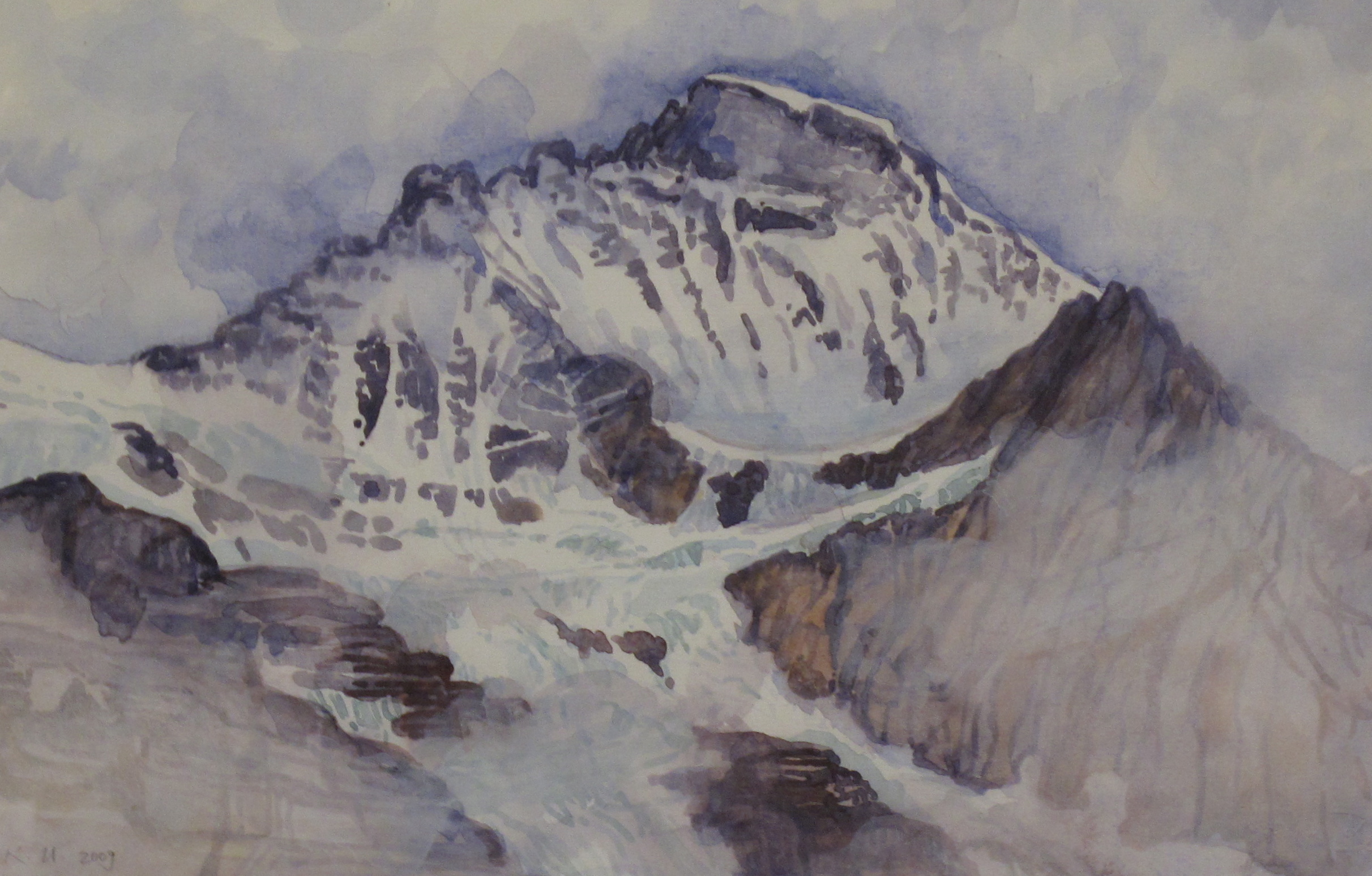
Eiger-Gletscher, Aquarell (2005)
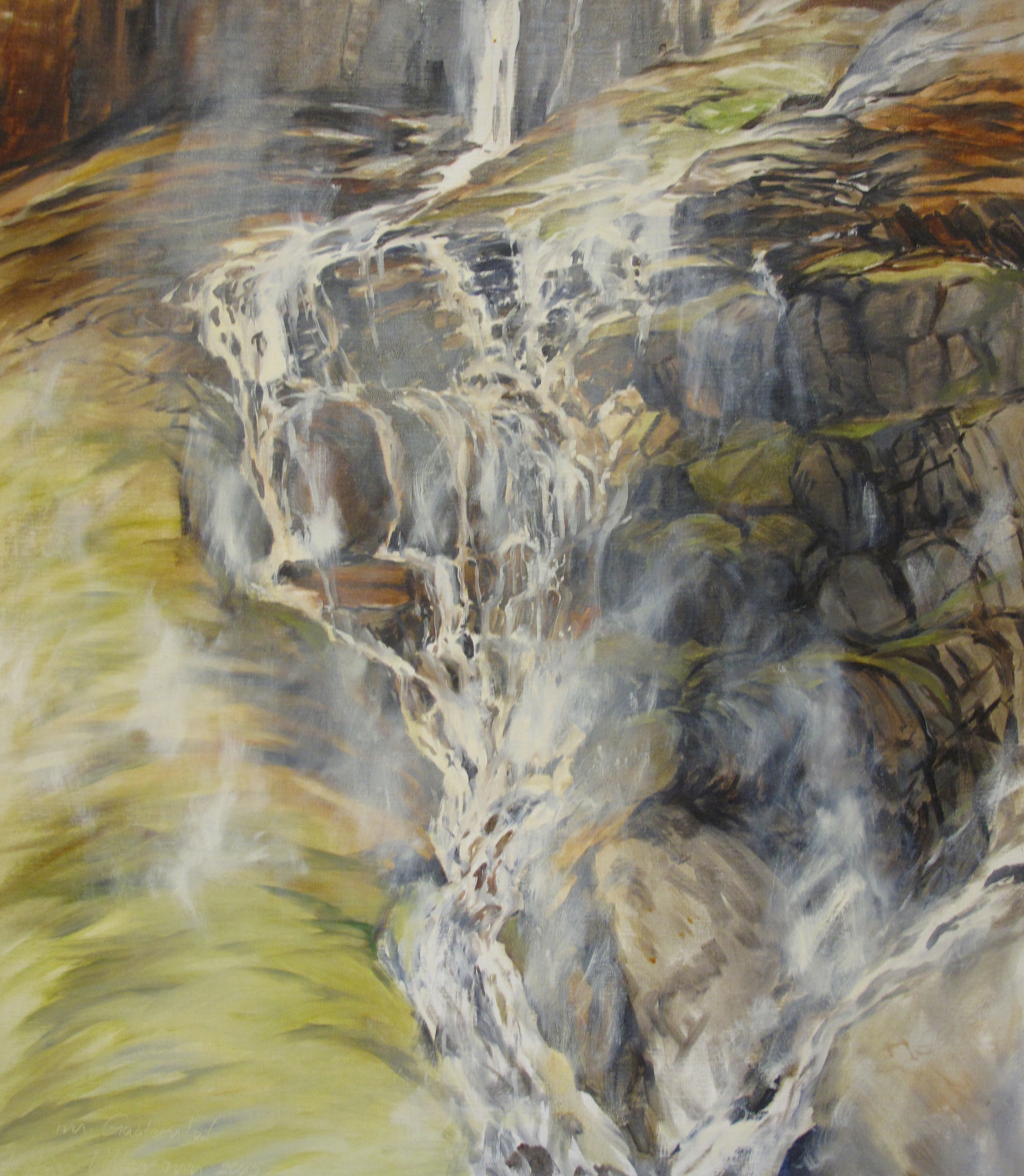
Geltenbach-Wasserfall, Öl (2005)
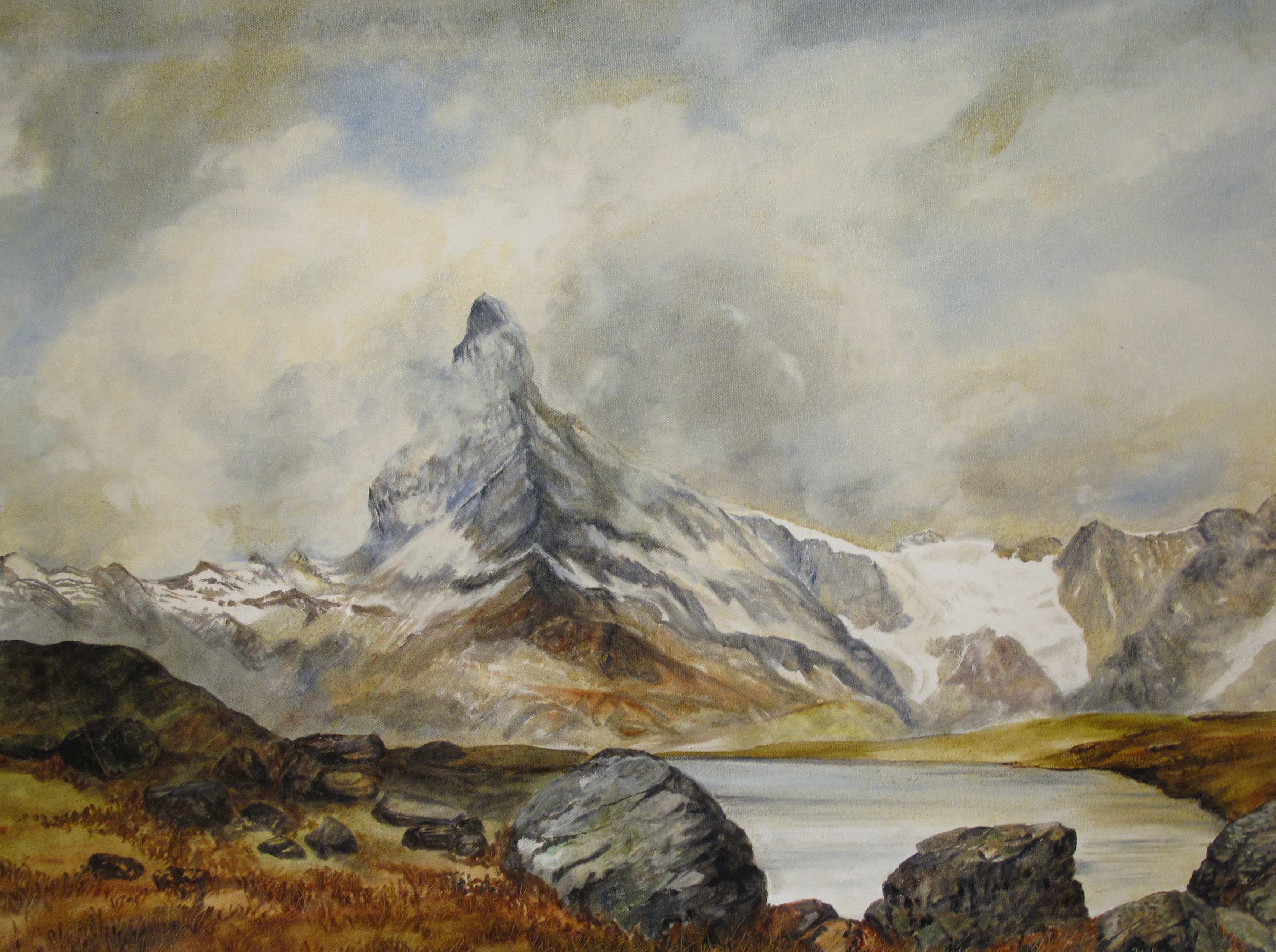
Stellisee mit Matterhorn, Öl (2006)

### Bücher
- Katrin Ullmann | Pflanzenmalerei - Portraits de fleurs - Flower paintings -; 3-sprachig: deutsch, französisch, englisch; K. Ullmann 2015, ISBN 978-3-033-05339-7 UPside EDITION.
- Fuad Rifka, „Dichter in Raron“, Illustration: Katrin Ullmann, erschienen im Dar Nelson Verlag, Beirut, Libanon, 2009.

## Ausstellungen
- 2021 – Leuk, Sommerausstellung im Schloss Leuk[8]
- 2020 – Ernen, Berglandhof: „Rein Pflanzlich“, Pflanzenstudien und Gemälde der einheimischen Flora und der botanischen Besonderheiten aus dem Landschaftspark Binntal[9]
- 2018 – Bremen, Overbeck-Museum, Gemeinschaftsausstellung „Die Schönheit im Kleinen“, mit Bildern von H. Overbeck-Rohte und Werken von A.Dienstbier, A.Jerzewski und E. Hellas Markopoulos[10]
- 2017 – Lausanne, Musée et Jardin Cantonal: „La Flore de Montagne“
- 2016 – Rickenbach (Hotzenwald), ab 2016: permanente Ausstellung im Kur- und Gesundheitszentrum Friedborn
- 2016 – Eutin, Ostholstein-Museum, im Rahmen der Ausstellung „Gartenjuwelen - Die Eutiner Staudengärtnerei Herms“[3]
- 2011 – Kiel, Botanischer Garten der Universität, im Rahmen der Ausstellung über das gärtnerische Lebenswerk der Großeltern Ludwig und Hänse Herms[11]
- 2011 – Jounieh, Kulturzentrum, anlässlich der Vernissage des gemeinsamen Buches mit dem syrisch-libanesischen Dichter Fuad Rifka
- 2010 – Gondo, Stockalperturm, zusammen mit dem Schweizer Bergmaler Peter Stähli[12]
- 2010 – Raron, Zentriegenhaus, im Zusammenhang mit dem Projekt „Dichter in Raron“ des syrisch-libanesischen Dichters und Rilke-Übersetzers Fuad Rifka[6]
- 2005 – Kandersteg, Gemeinschafts-Projekt mit Schweizer Bergmalern im Unesco-Gebiet „Weltnaturerbe Gasterntal“, anschließende Wanderausstellung
- 2004 – Zürich, Galerie Arrigo: „Berge & Weiten“
- 2003 – Kasteel Hex, Belgien, in Heers, Limburg: Ausstellung und Ehrengast  anlässlich der „Tage des offenen Gartens“
- 1998 – Genf,  Conservatoire et Jardin Botaniques: „La Flore Valaisanne“
- 1997 – Raron, Museum auf der Burg: „Eine nordische Malerin entdeckt das Wallis“[6]